# Пайматюнінг-Норт (Пенсільванія)
Пайматюнінг-Норт (англ. Pymatuning North) — переписна місцевість (CDP) в США, в окрузі Кроуфорд штату Пенсільванія. Населення — 301 особа (2020).

## Географія
Пайматюнінг-Норт розташований за координатами 41°39′58″ пн. ш. 80°27′55″ зх. д. / 41.66611° пн. ш. 80.46528° зх. д. (41.666091, -80.465313).  За даними Бюро перепису населення США в 2010 році переписна місцевість мала площу 4,94 км², з яких 4,93 км² — суходіл та 0,01 км² — водойми.

## Демографія
Згідно з переписом 2010 року, у переписній місцевості мешкало 311 осіб у 148 домогосподарствах у складі 91 родини. Густота населення становила 63 особи/км².  Було 430 помешкань (87/км²).
Расовий склад населення:
| - 98,1 % — білих - 1,3 % — корінних американців - 0,6 % — азіатів |

До двох чи більше рас належало 0,0 %. Частка іспаномовних становила 0,0 % від усіх жителів.
За віковим діапазоном населення розподілялося таким чином: 15,4 % — особи молодші 18 років, 56,9 % — особи у віці 18—64 років, 27,7 % — особи у віці 65 років та старші. Медіана віку мешканця становила 51,9 року. На 100 осіб жіночої статі у переписній місцевості припадало 107,3 чоловіків;  на 100 жінок у віці від 18 років та старших — 107,1 чоловіків також старших 18 років.
Середній дохід на одне домашнє господарство  становив 43 134 долари США (медіана — 37 917), а середній дохід на одну сім'ю — 54 546 доларів (медіана — 53 750). Медіана доходів становила 34 125 доларів для чоловіків та 28 309 доларів для жінок. За межею бідності перебувало 17,2 % осіб, у тому числі 65,0 % дітей у віці до 18 років та 0,0 % осіб у віці 65 років та старших.
Цивільне працевлаштоване населення становило 123 особи. Основні галузі зайнятості: роздрібна торгівля — 23,6 %, виробництво — 17,9 %, освіта, охорона здоров'я та соціальна допомога — 17,1 %.